# Nina Pinto
Nina Pinto é uma cantora portuguesa. A cantora interpreta fado e pop português. Em 2010, foi um dos 30 escolhidos de 420 para o Festival da Canção, um dos mais antigos e prestigiados eventos musicais anuais de Portugal.Nina Pinto , natural de Mogadouro (Bragança ) é atualmente mediadora de seguros pela franquia Tranquilidade. Nina refere que sempre , desde pequenina , o programa Festival da Canção e da Eurovisão, sempre anfascoinaram !

## Festival RTP da Canção
Em 2010, Nina Pinto concorrereu ao Festival RTP da Canção, integrando na lista para a votação on-line, de onde passarão 24 às semifinais.

## Single
- 2010- Meu coração não é meu (FRTPC2010)